# Бавлов, Владимир Николаевич
Владимир Николаевич Бавлов (род. 24 мая 1947) — советский и российский геолог, политический и государственный деятель, член Совета Федерации (2001—2004).

## Биография
В 1970 году окончил Иркутский политехнический институт по специальности «горный инженер-геолог». С 1972 по 1979 год был начальником отряда геологов, начальником партии, главным инженером экспедиции, начальником экспедиции. С 1979 по 1997 год руководил геологоразведочной экспедицией в Баунтовском районе Республики Бурятия. В 1997—2001 годы занимал должность главы местного самоуправления Баунтовского района республики Бурятия. В июне 1998 был избран депутатом Народного Хурала Бурятии. С сентября по декабрь 2001 года являлся заместителем председателя республиканского комитета по природным ресурсам.
С 18 декабря 2001 года признаны полномочия Бавлова как члена Совета Федерации, представителя Народного хурала Бурятии (избран после опротестования прокуратурой другого кандидадата — Ю. И. Скуратова).
Четырнадцатая сессия Народного хурала Бурятии в заседаниях 29-30 июня 2004 года удовлетворила просьбу Бавлова об освобождении от должности члена Совета Федерации в связи с переходом на другую работу.
В 2004 году назначен заместителем руководителя Федерального агентства по недропользованию.
Советник руководителя Федерального агентства по недропользованию (с 2012 года).